# Post Mortem - Segreti dall'aldilà
Post Mortem - Segreti dall'aldilà (Post Mortem) è una serie televisiva tedesca, di genere poliziesco.
Prendendo spunto dal telefilm statunitense CSI: Scena del crimine narra delle avventure della polizia scientifica della città di Colonia.

La serie è stata trasmessa sulla rete Fox Crime sul bouquet di Sky ed è giunta alla seconda edizione.

## Episodi
| Stagione         | Episodi | Prima TV Germania | Prima TV Italia |
| ---------------- | ------- | ----------------- | --------------- |
| Prima stagione   | 9       | 2007              | 2008            |
| Seconda stagione | 8       | 2008              | 2008            |